# Голдобина, Татьяна Владимировна
Татьяна Владимировна Голдобина (род. 4 ноября 1975, Фрунзе) — российская спортсменка (стрельба из винтовки), серебряный призёр Олимпийских игр 2000, заслуженный мастер спорта России (2000). Старший тренер молодёжной сборной России по пулевой стрельбе (с 2009), главный тренер сборной России по пулевой стрельбе (с 2016).

## Биография
Татьяна Владимировна Голдобина родилась 4 ноября 1975 года в городе Фрунзе Киргизской ССР, ныне город Бишкек — столица Киргизской Республики.
В школе увлекалась разными видами спорта: плаванием, подводным плаванием, гандболом. Сестра привела её в стрелковую секцию. Первый тренер по стрельбе Александр Григорьевич Каркоцкий.
В начале 1990-х в Кыргызстане спорт стал приходить в упадок, и родители отпустили её в Россию. Приехала сначала в Курган, там её заметили тренеры из Москвы и пригласили в столицу. Выступала на чемпионате Вооружённых сил. Призвана в Вооружённые Силы Российской Федерации. Служила в спортроте 51-го спортивного батальона, потом в ЦСКА.
Заочно окончила Московский областной государственный институт физической культуры.
В 1997 году установила новый рекорд России (591 очко из 600 возможных, стрельба из малокалиберной винтовки из трёх положений).
Чемпионка России в личном первенстве (1997, 1999, 2000).
Победитель (1997, 2003 — 10 м, командное первенство, 1997, 1999, 2003, 2009 — 50 м, из 3-х положений, командное первенство), серебряный (2003 — 50 м, лежа, командное первенство) и бронзовый (2004 — 10 м, командное первенство) призёр чемпионатов Европы.
Победитель (1998 — 50 м, лежа, командное первенство) и бронзовый призёр (2002 — 50 м, из 3-х положений, командное первенство) чемпионатов мира.
Призёр этапов Кубка мира (1998, 1999, 2000, 2004).
Участница Летних Олимпийских игр 2000 в Сиднее. Победитель Предолимпийской недели в Сиднее (2000). Серебряный призёр в стрельбе из малокалиберной винтовки из 3-х положений на 50 м, в стрельбе из пневматической винтовки на 10 м заняла 32 место.
Участница Летних Олимпийских игр 2004 в Афинах. Победитель Предолимпийской недели в Афинах (2004). В стрельбе из малокалиберной винтовки из 3-х положений на 50 м заняла 9 место, в стрельбе из пневматической винтовки на 10 м заняла 5 место.
Участница Летних Олимпийских игр 2008 в Пекине. В стрельбе из малокалиберной винтовки из 3-х положений на 50 м заняла 18 место.
После Летних Олимпийских игр 2008 в Пекине работала администратором в Стрелковом союзе России. Выступала за Центральный спортивный клуб армии. Её тренерами были Н. Д. Герасименок, Аллан Эрдман, Евгений Резников.
В сборной команде была 16 лет. И всё это время практически безвылазно — на базе в Новогорске
С 2009 года — старший тренер молодёжной сборной России по пулевой стрельбе.
В июне 2016 года на заседании исполкома международной федерации стрелкового спорта, избрана в тренерский совет международной федерации.
С 1 октября 2016 года — главный тренер сборной России по пулевой стрельбе.
В декабре 2016 года получила тренерскую категорию «B».

## Награды и звания
- Орден Дружбы (19 апреля 2001 года) — за большой вклад в развитие физической культуры и спорта, высокие спортивные достижения на Играх XXVII Олимпиады 2000 года в Сиднее[8].
- Заслуженный мастер спорта России (2000)
- Заслуженный тренер России (2022)

## Семья
Татьяна Голдобина Проживает в Московской области
- Замужем
- Сын Артём
- Дочь Мария